# 125.ª Brigada del Ejército Croata
La 125.a Brigada del Ejército Croata (en croata: 125. Brigada Hrvatska Vojska) fue una unidad militar formada en octubre de 1991 en Novska (Croacia). Estuvo activa durante la Guerra de Croacia luego de la cual fue disuelta. 
Perteneció, inicialmente, a la Guardia Nacional Croata (ZNG) y luego al Ejército Croata (HV) cuando la institución fue renombrada en diciembre de 1991.
Fue constituida con la incorporación de los Batallones 62, 63, y 64. Entre el alto al fuego del 3 de enero de 1992 y 1995 fue llevada al nivel regimiento. Sus acciones de combate mayores fueron en Eslavonia Occidental en los años 1991 y 1995. 

## Historial

### Antecedentes a la creación
Con las primeras elecciones libres convocadas en Croacia entre abril y mayo de 1990, las tensiones entre croatas y serbocroatas en Eslavonia Occidental fueron en aumento. Entonces, el noventa por ciento del personal del MUP y la totalidad del personal de Defensa Territorial de Novska eran serbios.
Ante tal situación, los croatas se organizaron en unidades voluntarias, desarmadas, enmarcadas en la entonces Secretaría de Defensa Nacional. El mayor Čorak estuvo a cargo de organizar esas primeras unidades en el área con el objeto de proteger infraestructuras críticas y evitar ataques contra instituciones civiles del nuevo gobierno. Todos eran voluntarios, en su mayoría armados con sus propias armas de caza y, a veces, con fusiles automáticos obtenidos del municipio.
El 28 de junio de 1991, 131 voluntarios se reunieron por primera vez en la Escuela Primaria Novska enmarcados en la Guardia Nacional Croata (ZNG). Durante esos primeros días, la Compañía operaba dentro del Batallón Independiente 56 de Kutina En el mes siguiente, se incrementó el número de voluntarios que se unió a la compañía por lo que se convirtió en el Batallón Independiente 62 de la Guardia Nacional Croata Novska. La obtención de armas se hizo mayormente a través de la captura de material que el JNA replegaba de Eslovenia en diversos trenes.
El 4 de septiembre de 1991, las tropas del JNA del 5.° Cuerpo rompieron la defensa en el canal Strug y avanzaron hacia Okučani. Estas ocuparon la autopista desde Vrbovljani al cruce próximo de Okučani. Las unidades de la Primera Brigada de Guardia, miembros de la Policía de Kutina y partes del Batallón Independiente 62 (Novska) intentaron desbloquear la autopista pero fueron detenidos frente al paso elevado de Vrbovljani y se vieron obligados a retirarse. El tránsito sobre la autopista fue definitivamente interrumpido el día 5.
A inicios de octubre, el recién formado Comando Operacional Posavina incluía las fuerzas del sector Novska (oeste) y del sector Nova Gradiška (este). Las fuerzas del oeste sumaban 1.308 miembros, compuestos por: 1.ª Brigada de la Guardia (460 miembros); Batallón 62 (64); Batallón 65 (150); batería 155mm (30); 15 batería antitanque (80); fuerza policial (60); Compañía Ferroviaria (30) y Unidad de Protección Nacional (350).
A principios de octubre el JNA inició una ofensiva general. Las defensas croatas próximas a Novska, Batallón 62 y la 1.ª Brigada de Guardia debieron retirarse de las posiciones de Voćarica. Para evitar el enlace de las fuerzas enemigas en la línea Kostajnica - Jasenovac - Okučani, se tomó la decisión de demoler los puentes en los ríos Sava y Una y canal Strug. Los Yugoslavos ocuparon la aldea de Košutarica y colocaron a los croatas de Jasenovac en una delicada situación. El 8 de octubre la 6.ª Brigada de Infantería del JNA ingresó a Jasenovac junto con otras unidades.
El 10 de octubre, el Batallón 62 contaba con 49 hombres y su batería de obuses 155 mm con 30. A principios de ese mes, se formó el Batallón Independiente 63, sobre la base del 62. Su jefe fue el mayor Ivan Filipović. Posteriormente, se formó el 64, comandado por el teniente coronel Vlado Puskas, una de las primeras unidades con tanques en Croacia, defensa antiaérea, policía militar

### Constitución de la 125.aBrigada
La orden para la formación de la 125.a Brigada llegó el 2 de octubre. Se debería hacer a través de la conversión de los Batallones Independientes 62, 63 y 64 en batallones de la 125ª Brigada. El día oficial para el establecimiento de la brigada es considerado el 23 de octubre, precisamente porque estaba listo para actuar como una entidad única.
La brigada contaba con 887 soldados. El cincuenta por ciento de los miembros de la brigada estaban armados con fusiles automáticos y semiautomáticos. El 40% tenía fusiles M-48 y el 10% tenía un arma de caza.
Durante noviembre y diciembre de 1991 (Operación Orkan-91), la tarea principal de la brigada era la defensa del sector Novska, especialmente cuando comenzó la acción de liberar el área de Požega y Pakrac. Entonces existía el peligro que el JNA intentara ataque de tanques de Jasenovac. intentar rodear a los defensas croatas en Novska y, de esta manera, apoyar las milicias serbias en las laderas de Papuk.
Para el 1 de noviembre de 1991, el efectivo de la brigada había aumentado a 1408.

### Alto al fuego
El 3 de enero de 1992 se concretó en Croacia el alto al fuego producto del Plan Vance (Acuerdo de Sarajevo). UNPROFOR se desplegó en esta área en mayo de 1992 quedando la Brigada brindando seguridad en la línea de cese al fuego hasta principios de julio de 1992. Posteriormente, debió replegarse fuera de la Zona de Protección de Naciones Unidas.
Al momento, la brigada tenía 52 muertos y 286 heridos.
Luego del repliegue y de la decisión del Presidente de la República sobre la desmovilización, el 56.° Batallón Independiente Kutina y el 65.° Batallón Independiente de Ivanić-Grad se disolvieron y un gran número de sus miembros se transfirieron a la 125.° Brigada. Así, la unidad pasó a ser una brigada de los entonces tres municipios: Novska, Kutina e Ivanić-Grad.
Posteriormente al cese al fuego, la Brigada fue reorganizada, y transformada en el Regimiento de Defensa de la Patria 125.

## Operación Bljesak
El Regimiento de Defensa de la Patria 125 participó activamente en la Operación Bljesak, acción ofensiva a través de la cual se disolvió la Región Serbia de Eslavonia Occidental. Lo hizo con tres batallones por el eje de avance oeste.
- El 1.° Batallón (sin la 1.ª Compañía) atacó en dirección a Novska - Rajić ocupando Paklenica, Voćarica y Jazavica.[8]
- El 2.º Batallón atacó en la dirección secundaria hacia el sur, con la 1.ª Compañía encargada de bloquear a Jasenovac en Drenov Bok y Bročice. Hubo una ligera resistencia serbia sobre el Canal Strug. Las fuerzas entraron a Jasenovac a la tarde. Posteriormente, el batallón ocupó posiciones defensivas sobre el río Sava. El jefe del batallón, lvica Čaja, fue muerto por un francotirador poco después de ingresar a Jasenovac.
- El 3.º Batallón aseguró el flanco derecho de la 3.° Brigada en el área de la autopista y bloqueó parcialmente las fuerzas serbias de Kosutanac y Mlaka sobre el río Sava.

Durante las operaciones de combate el primer día de la operación, el regimiento sufrió bajas significativas de nueve muertos y nueve heridos.
El 2 de mayo, el Regimiento (- un batallón) junto con al 3.e Batallón de la 104.° Brigada debían atacar en la dirección hacia Košutarica - Jablanac y el establecimiento de la defensa en el río Sava. Se dejó como reserva una compañía del Regimiento 125 y una del batallón de la 104.° Brigada. La tarea fue finalizada a la tarde.

## Operaciones posteriores

### Operación Tormenta
El 4 de agosto se inició la ofensiva general en los sectores croatas aun controlados por los serbios (excepto Eslavonia Oriental), conocida como Operación Tormenta. Ese día, en la Zona Operacional Bjelovar, dos batallones del Regimiento de Defensa de la Patria 125 cruzaron el río Sava cerca de Jasenovac, aseguraron una cabeza de puente y avanzaron hacia Hrvatska Dubica. Los dos batallones fueron seguidos por otra compañía del regimiento, un batallón de Regimiento de Defensa de la Patria 52, la Compañía de Reconocimiento 265 y Grupo de Artillería 24. Una sección de exploración del Regimiento de Defensa de la Patria 52 cruzó el río Sava hacia la Republika Srpska (Bosnia), estableció una cabeza de puente para dos compañías de infantería y cortó la ruta Bosanska Dubica - Gradiška antes de regresar al suelo croata. Las unidades del Cuerpo Bjelovar llegaron a las afueras de Hrvatska Dubica antes del anochecer. Esa noche, la ciudad fue abandonada por las tropas del SVK y la población civil.
Al día siguiente, Hrvatska Dubica fue capturada por los Regimientos 52 y 24 del HV que avanzaron desde el este y el Regimiento de Defensa de la Patria 125 que se acercó desde el norte. El Regimiento de Defensa de la Patria 125 rodeó la ciudad, mientras que el Regimiento 52 se movió hacia el noroeste, hacia las posiciones de espera del Cuerpo de Zagreb. Sin embargo, los retrasos del Cuerpo de Zagreb impidieron cualquier enlace. El Regimiento de Defensa de la Patria 24 avanzó unos cuatro kilómetros hacia Hrvatska Kostajnica cuando fue detenido por las tropas VRS. En respuesta, el Cuerpo desplegó un batallón y una sección exploración del Regimiento 121 desde Nova Gradiška para ayudar en e ataque.
El 6, un batallón del Regimiento 121 ingresó a Hrvatska Kostajnica, mientras que Regimiento de Defensa de la Patria 24 aseguró la frontera internacional. La captura de Hrvatska Kostajnica marcó el cumplimiento de la misión de la Zona Operacional Bjelovar.

### Operación Una
El 17, la Zona Operacional Bjelovar recibió la orden de participar en la Operación Una consistente en la ejecución de una operación ofensiva a través del río Una. Luego de la Operación Tormenta, el Regimiento 125 mantuvo funciones de seguridad de frontera sobre el río Sava. Para ello comprometió una fuerza de tareas (o grupo de batalla) desde Jasenovac a la boca del Veliki Strug. La Zona Operacional Bjelovar contaba con 3.414 efectivos en el lugar el 18 de septiembre de 1995. Los más numerosos fueron la fuerza de tareas (FT) del Regimiento 121 con 911 de sus miembros, seguido por la FT Regimiento 125 con 800 y la FT Regimiento 52 con 770.
La misión dada a la FT 125 era franquear el río Sava desde Jasenovac y atacar en dirección a Donjia Gradina - Draksenić - Pucari y cruzar la ruta Bosaska Dubica - Orahova, ocupar Draksenić para crear condiciones para la introducción de nuevas fuerzas y continuar el ataque en dirección a Pucari.
El 18 de septiembre, la FT 125 a las 1510 se embarcó para el cruce pero no logró la sorpresa. El fuego de infantería y morteros hizo fracasar el intento del cruce.
Durante la noche, se exploró un área para un nuevo intento de cruzar el río Sava. Se decidió que la FT 125 intentaría un nuevo cruce en el área de Jasenovac - Donja Gradina.
El 19, al mediodía, una pequeña fuerza de 80 personas con miembros del R 121; R 125 y Ca Recon 235 comenzó a moverse desde la orilla izquierda del Sava sobre la desembocadura del río Una hasta la orilla derecha del río Sava, cerca de Donja Gradina. La defensa serbia y la presencia de campos minados hizo fracasar el nuevo asalto.
Un equipo de combate del Batallón 52 cruzó nuevamente el Sava a las 1430 para apoyar la extracción de la cabeza de puente establecida por los elementos de las Brigadas 121 y Regimiento 125. El cruce comprendió a 91 soldados que avanzaron unos 900 m. Regresó a las 1630.
El Regimiento 125 tuvo cuatro miembros muertos y 15 heridos.
Posteriormente, la FT del Regimiento 125 y otra del Regimiento 52 se hicieron cargo de la seguridad de la frontera desde la boca de Veliki Strug hasta el Sava, lo que fue un retorno a la condición previa a la operación.

## Comandantes
El primer comandante de brigada fue el brigadier Rozario Rozga. Con la creación del Grupo Operativo Posavina OG, pasó a continuar servicios allí siendo relevado por el coronel Dane Pavicic.
Desde el alto al fuego del 3 de enero de 1992 hasta el 15 de agosto de ese año, la brigada fue comandada por el coronel Josip Skoko. En esa fecha, el mando pasó al coronel Željko Perinović.

## Operaciones en la que participó
- Operación Otkos-10.
- Operación Papuk-91.
- Operación Bljesak.
- Operación Oluja.
- Operación Una.